# 艾克哈特邁恩斯 (馬里蘭州)
艾克哈特邁恩斯（英語：Eckhart Mines）是位於美國馬里蘭州亞利加尼縣的一個普查規定居民點。

## 人口
根據2020年美國人口普查的數據，艾克哈特邁恩斯的面積為3.94平方千米，當中陸地面積為3.94平方千米，而水域面積為0.00平方千米。當地共有人口858人，而人口密度為每平方千米217.77人。